# Q Award (Musikpreis)
Der Q Award ist ein Musikpreis des Musikmagazins Q, der in Großbritannien seit 1990 in verschiedenen Kategorien vergeben wird. Die Verleihung entwickelte sich im Laufe der Jahre zu einer der bekannten Veranstaltungen der Musikszene Großbritanniens. 
Nach der Verleihung im Jahr 2004 wurde Madonna von Elton John beschuldigt, ihre Fans zu betrügen, weil sie während der Show ein Playback genutzt haben soll, obwohl sie für den Best Live Act nominiert worden war.